# Stade Charles de Gaulle
Stade Charles de Gaulle – stadion lekkoatletyczny i piłkarski w Porto-Novo, stolicy Beninu. Może pomieścić 15 000 widzów. Na nim rozgrywane są mecze następujących klubów: AS Dragons FC de l’Ouémé i Aiglons FC. W 2012 roku odbyły się tu 18. Lekkoatletyczne Mistrzostwa Afryki.